# Хварська обсерваторія
Хварська обсерваторія — астрофізична обсерваторія в Хорватії, розташовані над містом Хвар і підпорядкована Геодезичному факультету Загребського університету. Працює з 1972 року. Проводить дослідження з фізики Сонця, фотометрії зір, особливо змінних зір класу Be, зоряних скупчень і галактик.

## Розташування
Обсерваторія розташована в південно-західній частині острова Хвар, над містом Хвар на крутому пагорбі на висоті 240 м, недалеко від історичної фортеці Наполюн, яка була побудована французькою армією під час Наполеонівських війн на початку XIX століття.

## Історія
Хварська обсерваторія була заснована у 1972 році спільними зусиллями Наукової ради Соціалістичної Республіки Хорватія та Астрономічного інституту Чехословацької академії наук, Ондрейов. Вона стала одним інститутів Геодезичного факультету Загребського університету.

## Інструменти
- Подвійний сонячний телескоп використовується для спостережень Сонця. Складається з фотосферного телескопа діаметром 217 мм і фокусною відстанню 2 450 мм і хромосферного телескопа діаметром 130 мм і фокусною відстанню 1950 мм з вузькосмуговим спектральним фільтром.
- Рефлектор системи Кассегрена діаметром 65 см. Використовується для спостережень зір.
- Спільний австрійсько-хорватський телескоп з дзеркалом діаметром 1 м, також системи Кассегрена. Працює з 1997 року[2].